# Eliminatórias da Copa do Mundo FIFA de 2010 - Europa

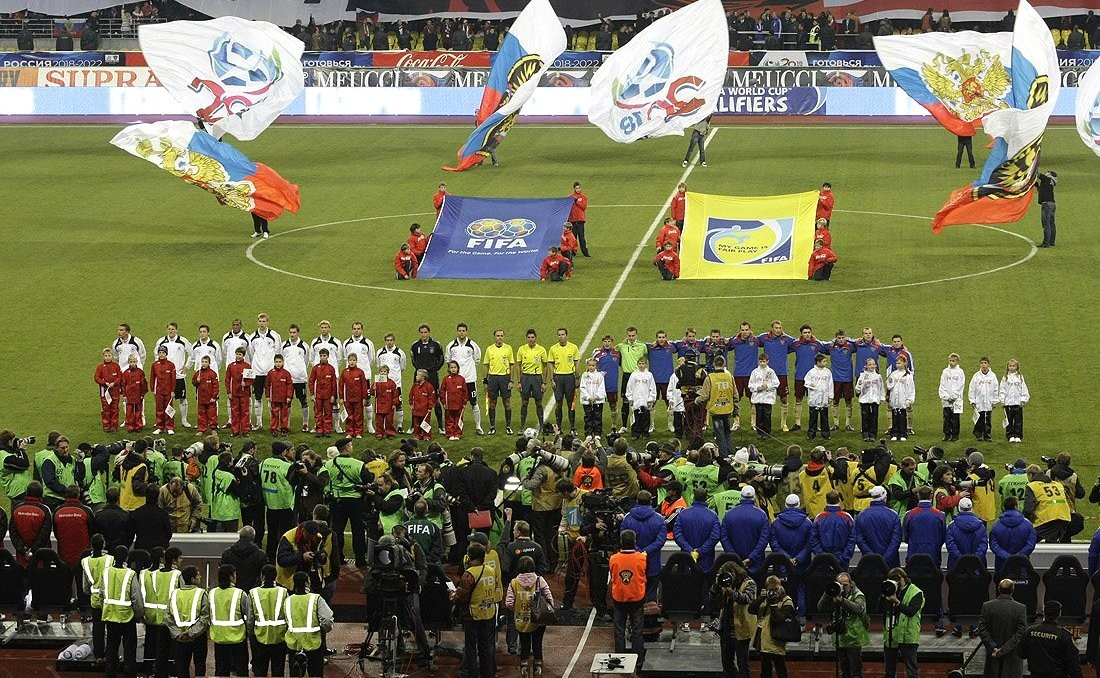
Estádio Luzhniki, Moscou. Partida de qualificação para a Copa do Mundo de Futebol de 2010 entre Rússia e Alemanha

A zona européia das eliminatórias para a Copa do Mundo FIFA de 2010 foi disputada por 53 seleções nacionais filiadas a União das Associações Europeias de Futebol (UEFA) competindo por 13 vagas. O processo de qualificação teve início em Agosto de 2008, depois do Campeonato Europeu de Futebol, e marcou a primeira competição oficial do Montenegro.

## Sorteio
Inicialmente foi proposto o mesmo sistema de sorteio usado para as qualificações do Campeonato Europeu e da última Copa do Mundo (baseados nos resultados de acordo com as duas últimas eliminatórias para a Eurocopa), mas o Comitê Executivo da UEFA decidiu em 27 de setembro de 2007 implantar o sistema que leva em conta o ranking de seleções da FIFA, em acordo com o regulamento da Copa do Mundo.
O sorteio dos grupos realizou-se em Durban, na África do Sul a 25 de Novembro de 2007.
| Pote 1                                                                                          | Pote 2                                                                                     | Pote 3                                                                                              | Pote 4 | Pote 5                                                                                              | Pote 6                                                                                           |
| ----------------------------------------------------------------------------------------------- | ------------------------------------------------------------------------------------------ | --------------------------------------------------------------------------------------------------- | --- | --------------------------------------------------------------------------------------------------- | ------------------------------------------------------------------------------------------------ |
| - Itália - Espanha - Alemanha - Tchéquia - França - Portugal - Países Baixos - Croácia - Grécia | - Inglaterra - Romênia - Escócia - Turquia - Bulgária - Rússia - Polónia - Suécia - Israel | - Noruega - Ucrânia - Sérvia - Dinamarca - Irlanda do Norte - Irlanda - Finlândia - Suíça - Bélgica | - Eslováquia - Bósnia e Herzegovina - Hungria - Moldávia - País de Gales - Macedônia - Bielorrússia - Lituânia - Chipre | - Geórgia - Albânia - Eslovênia - Letónia - Islândia - Armênia - Áustria - Cazaquistão - Azerbaijão | - Liechtenstein - Estónia - Malta - Luxemburgo - Montenegro - Andorra - Ilhas Faroé - San Marino |

## Formato
A fase de qualificação foi composta por oito grupos de seis e um grupo de cinco selecções. As nove vencedoras de cada grupo classificaram-se directamente, enquanto as oito melhores segundo-classificadas disputaram quatro lugares de acesso numa repescagem (segunda fase) em jogos de ida-e-volta. Para determinar os classificados como melhores segundo-classificados, os resultados contra as equipes que finalizaram na última colocação nos grupos de seis seleções não foram considerados.

## Primeira fase
|  | Equipes qualificadas para a Copa do Mundo de 2010 |
|  | Equipes qualificadas para a repescagem            |
|  | Equipes eliminadas                                |

### Grupo 1
| Pos | Equipe    | Pts | J  | V | E | D | GP | GC | SG  | Classificado                              |  | DEN | POR | SWE | HUN | ALB | MLT |
| --- | --------- | --- | -- | - | - | - | -- | -- | --- | ----------------------------------------- |  | --- | --- | --- | --- | --- | --- |
| 1   | Dinamarca | 21  | 10 | 6 | 3 | 1 | 16 | 5  | +11 | qualificadas para a Copa do Mundo de 2010 |  | —   | 1–1 | 1–0 | 0–1 | 3–0 | 3–0 |
| 2   | Portugal  | 19  | 10 | 5 | 4 | 1 | 17 | 5  | +12 | qualificadas para a segunda fase          |  | 2–3 | —   | 0–0 | 3–0 | 0–0 | 4–0 |
| 3   | Suécia    | 18  | 10 | 5 | 3 | 2 | 13 | 5  | +8  | Eliminado                                 |  | 0–1 | 0–0 | —   | 2–1 | 4–1 | 4–0 |
| 4   | Hungria   | 16  | 10 | 5 | 1 | 4 | 10 | 8  | +2  | Eliminado                                 |  | 0–0 | 0–1 | 1–2 | —   | 2–0 | 3–0 |
| 5   | Albânia   | 7   | 10 | 1 | 4 | 5 | 6  | 13 | −7  | Eliminado                                 |  | 1–1 | 1–2 | 0–0 | 0–1 | —   | 3–0 |
| 6   | Malta     | 1   | 10 | 0 | 1 | 9 | 0  | 26 | −26 | Eliminado                                 |  | 0–3 | 0–4 | 0–1 | 0–1 | 0–0 | —   |

### Grupo 2
| Pos | Equipe     | Pts | J  | V | E | D | GP | GC | SG  | Classificado                              |  | SUI | GRE | LVA | ISR | LUX | MDA |
| --- | ---------- | --- | -- | - | - | - | -- | -- | --- | ----------------------------------------- |  | --- | --- | --- | --- | --- | --- |
| 1   | Suíça      | 21  | 10 | 6 | 3 | 1 | 18 | 8  | +10 | qualificadas para a Copa do Mundo de 2010 |  | —   | 2–0 | 2–1 | 0–0 | 1–2 | 2–0 |
| 2   | Grécia     | 20  | 10 | 6 | 2 | 2 | 20 | 10 | +10 | qualificadas para a segunda fase          |  | 1–2 | —   | 5–2 | 2–1 | 2–1 | 3–0 |
| 3   | Letónia    | 17  | 10 | 5 | 2 | 3 | 18 | 15 | +3  | Eliminado                                 |  | 2–2 | 0–2 | —   | 1–1 | 2–0 | 3–2 |
| 4   | Israel     | 16  | 10 | 4 | 4 | 2 | 20 | 10 | +10 | Eliminado                                 |  | 2–2 | 1–1 | 0–1 | —   | 7–0 | 3–1 |
| 5   | Luxemburgo | 5   | 10 | 1 | 2 | 7 | 4  | 25 | −21 | Eliminado                                 |  | 0–3 | 0–3 | 0–4 | 1–3 | —   | 0–0 |
| 6   | Moldávia   | 3   | 10 | 0 | 3 | 7 | 6  | 18 | −12 | Eliminado                                 |  | 0–2 | 1–1 | 1–2 | 1–2 | 0–0 | —   |

### Grupo 3
| Pos | Equipe           | Pts | J  | V | E | D  | GP | GC | SG  | Classificado                              |  | SVK | SVN | CZE | NIR | POL | SMR  |
| --- | ---------------- | --- | -- | - | - | -- | -- | -- | --- | ----------------------------------------- |  | --- | --- | --- | --- | --- | ---- |
| 1   | Eslováquia       | 22  | 10 | 7 | 1 | 2  | 22 | 10 | +12 | qualificadas para a Copa do Mundo de 2010 |  | —   | 0–2 | 2–2 | 2–1 | 2–1 | 7–0  |
| 2   | Eslovênia        | 20  | 10 | 6 | 2 | 2  | 18 | 4  | +14 | qualificadas para a segunda fase          |  | 2–1 | —   | 0–0 | 2–0 | 3–0 | 5–0  |
| 3   | Tchéquia         | 16  | 10 | 4 | 4 | 2  | 17 | 6  | +11 | Eliminado                                 |  | 1–2 | 1–0 | —   | 0–0 | 2–0 | 7–0  |
| 4   | Irlanda do Norte | 15  | 10 | 4 | 3 | 3  | 13 | 9  | +4  | Eliminado                                 |  | 0–2 | 1–0 | 0–0 | —   | 3–2 | 4–0  |
| 5   | Polónia          | 11  | 10 | 3 | 2 | 5  | 19 | 14 | +5  | Eliminado                                 |  | 0–1 | 1–1 | 2–1 | 1–1 | —   | 10–0 |
| 6   | San Marino       | 0   | 10 | 0 | 0 | 10 | 1  | 47 | −46 | Eliminado                                 |  | 1–3 | 0–3 | 0–3 | 0–3 | 0–2 | —    |

### Grupo 4
| Pos | Equipe        | Pts | J  | V | E | D | GP | GC | SG  | Classificado                              |  | GER | RUS | FIN | WAL | AZE | LIE |
| --- | ------------- | --- | -- | - | - | - | -- | -- | --- | ----------------------------------------- |  | --- | --- | --- | --- | --- | --- |
| 1   | Alemanha      | 26  | 10 | 8 | 2 | 0 | 26 | 5  | +21 | qualificadas para a Copa do Mundo de 2010 |  | —   | 2–1 | 1–1 | 1–0 | 4–0 | 4–0 |
| 2   | Rússia        | 22  | 10 | 7 | 1 | 2 | 19 | 6  | +13 | qualificadas para a segunda fase          |  | 0–1 | —   | 3–0 | 2–1 | 2–0 | 3–0 |
| 3   | Finlândia     | 18  | 10 | 5 | 3 | 2 | 14 | 14 | 0   | Eliminado                                 |  | 3–3 | 0–3 | —   | 2–1 | 1–0 | 2–1 |
| 4   | País de Gales | 12  | 10 | 4 | 0 | 6 | 9  | 12 | −3  | Eliminado                                 |  | 0–2 | 1–3 | 0–2 | —   | 1–0 | 2–0 |
| 5   | Azerbaijão    | 5   | 10 | 1 | 2 | 7 | 4  | 14 | −10 | Eliminado                                 |  | 0–2 | 1–1 | 1–2 | 0–1 | —   | 0–0 |
| 6   | Liechtenstein | 2   | 10 | 0 | 2 | 8 | 2  | 23 | −21 | Eliminado                                 |  | 0–6 | 0–1 | 1–1 | 0–2 | 0–2 | —   |

### Grupo 5
| Pos | Equipe               | Pts | J  | V  | E | D | GP | GC | SG  | Classificado                              |  | ESP | BIH | TUR | BEL | EST | ARM |
| --- | -------------------- | --- | -- | -- | - | - | -- | -- | --- | ----------------------------------------- |  | --- | --- | --- | --- | --- | --- |
| 1   | Espanha              | 30  | 10 | 10 | 0 | 0 | 28 | 5  | +23 | qualificadas para a Copa do Mundo de 2010 |  | —   | 1–0 | 1–0 | 5–0 | 3–0 | 4–0 |
| 2   | Bósnia e Herzegovina | 19  | 10 | 6  | 1 | 3 | 25 | 13 | +12 | qualificadas para a segunda fase          |  | 2–5 | —   | 1–1 | 2–1 | 7–0 | 4–1 |
| 3   | Turquia              | 15  | 10 | 4  | 3 | 3 | 13 | 10 | +3  | Eliminado                                 |  | 1–2 | 2–1 | —   | 1–1 | 4–2 | 2–0 |
| 4   | Bélgica              | 10  | 10 | 3  | 1 | 6 | 13 | 20 | −7  | Eliminado                                 |  | 1–2 | 2–4 | 2–0 | —   | 3–2 | 2–0 |
| 5   | Estónia              | 8   | 10 | 2  | 2 | 6 | 9  | 24 | −15 | Eliminado                                 |  | 0–3 | 0–2 | 0–0 | 2–0 | —   | 1–0 |
| 6   | Armênia              | 4   | 10 | 1  | 1 | 8 | 6  | 22 | −16 | Eliminado                                 |  | 1–2 | 0–2 | 0–2 | 2–1 | 2–2 | —   |

### Grupo 6
| Pos | Equipe       | Pts | J  | V | E | D  | GP | GC | SG  | Classificado                              |  | ENG | UKR | CRO | BLR | KAZ | AND |
| --- | ------------ | --- | -- | - | - | -- | -- | -- | --- | ----------------------------------------- |  | --- | --- | --- | --- | --- | --- |
| 1   | Inglaterra   | 27  | 10 | 9 | 0 | 1  | 34 | 6  | +28 | qualificadas para a Copa do Mundo de 2010 |  | —   | 2–1 | 5–1 | 3–0 | 5–1 | 6–0 |
| 2   | Ucrânia      | 21  | 10 | 6 | 3 | 1  | 21 | 6  | +15 | qualificadas para a segunda fase          |  | 1–0 | —   | 0–0 | 1–0 | 2–1 | 5–0 |
| 3   | Croácia      | 20  | 10 | 6 | 2 | 2  | 19 | 13 | +6  | Eliminado                                 |  | 1–4 | 2–2 | —   | 1–0 | 3–0 | 4–0 |
| 4   | Bielorrússia | 13  | 10 | 4 | 1 | 5  | 19 | 14 | +5  | Eliminado                                 |  | 1–3 | 0–0 | 1–3 | —   | 4–0 | 5–1 |
| 5   | Cazaquistão  | 6   | 10 | 2 | 0 | 8  | 11 | 29 | −18 | Eliminado                                 |  | 0–4 | 1–3 | 1–2 | 1–5 | —   | 3–0 |
| 6   | Andorra      | 0   | 10 | 0 | 0 | 10 | 3  | 39 | −36 | Eliminado                                 |  | 0–2 | 0–6 | 0–2 | 1–3 | 1–3 | —   |

### Grupo 7
| Pos | Equipe      | Pts | J  | V | E | D | GP | GC | SG  | Classificado                              |  | SRB | FRA | AUT | LTU | ROU | FRO |
| --- | ----------- | --- | -- | - | - | - | -- | -- | --- | ----------------------------------------- |  | --- | --- | --- | --- | --- | --- |
| 1   | Sérvia      | 22  | 10 | 7 | 1 | 2 | 22 | 8  | +14 | qualificadas para a Copa do Mundo de 2010 |  | —   | 1–1 | 1–0 | 3–0 | 5–0 | 2–0 |
| 2   | França      | 21  | 10 | 6 | 3 | 1 | 18 | 9  | +9  | qualificadas para a segunda fase          |  | 2–1 | —   | 3–1 | 1–0 | 1–1 | 5–0 |
| 3   | Áustria     | 14  | 10 | 4 | 2 | 4 | 14 | 15 | −1  | Eliminado                                 |  | 1–3 | 3–1 | —   | 2–1 | 2–1 | 3–1 |
| 4   | Lituânia    | 12  | 10 | 4 | 0 | 6 | 10 | 11 | −1  | Eliminado                                 |  | 2–1 | 0–1 | 2–0 | —   | 0–1 | 1–0 |
| 5   | Romênia     | 12  | 10 | 3 | 3 | 4 | 12 | 18 | −6  | Eliminado                                 |  | 2–3 | 2–2 | 1–1 | 0–3 | —   | 3–1 |
| 6   | Ilhas Faroé | 4   | 10 | 1 | 1 | 8 | 5  | 20 | −15 | Eliminado                                 |  | 0–2 | 0–1 | 1–1 | 2–1 | 0–1 | —   |

### Grupo 8
| Pos | Equipe     | Pts | J  | V | E | D | GP | GC | SG  | Classificado                              |  | ITA | IRL | BUL | CYP | MNE | GEO |
| --- | ---------- | --- | -- | - | - | - | -- | -- | --- | ----------------------------------------- |  | --- | --- | --- | --- | --- | --- |
| 1   | Itália     | 24  | 10 | 7 | 3 | 0 | 18 | 7  | +11 | qualificadas para a Copa do Mundo de 2010 |  | —   | 1–1 | 2–0 | 3–2 | 2–1 | 2–0 |
| 2   | Irlanda    | 18  | 10 | 4 | 6 | 0 | 12 | 8  | +4  | qualificadas para a segunda fase          |  | 2–2 | —   | 1–1 | 1–0 | 0–0 | 2–1 |
| 3   | Bulgária   | 14  | 10 | 3 | 5 | 2 | 17 | 13 | +4  | Eliminado                                 |  | 0–0 | 1–1 | —   | 2–0 | 4–1 | 6–2 |
| 4   | Chipre     | 9   | 10 | 2 | 3 | 5 | 14 | 16 | −2  | Eliminado                                 |  | 1–2 | 1–2 | 4–1 | —   | 2–2 | 2–1 |
| 5   | Montenegro | 9   | 10 | 1 | 6 | 3 | 9  | 14 | −5  | Eliminado                                 |  | 0–2 | 0–0 | 2–2 | 1–1 | —   | 2–1 |
| 6   | Geórgia    | 3   | 10 | 0 | 3 | 7 | 7  | 19 | −12 | Eliminado                                 |  | 0–2 | 1–2 | 0–0 | 1–1 | 0–0 | —   |

### Grupo 9
| Pos | Equipe        | Pts | J | V | E | D | GP | GC | SG  | Classificado                              |  | NED | NOR | SCO | MKD | ISL |
| --- | ------------- | --- | - | - | - | - | -- | -- | --- | ----------------------------------------- |  | --- | --- | --- | --- | --- |
| 1   | Países Baixos | 24  | 8 | 8 | 0 | 0 | 17 | 2  | +15 | qualificadas para a Copa do Mundo de 2010 |  | —   | 2–0 | 3–0 | 4–0 | 2–0 |
| 2   | Noruega       | 10  | 8 | 2 | 4 | 2 | 9  | 7  | +2  | Eliminado                                 |  | 0–1 | —   | 4–0 | 2–1 | 2–2 |
| 3   | Escócia       | 10  | 8 | 3 | 1 | 4 | 6  | 11 | −5  | Eliminado                                 |  | 0–1 | 0–0 | —   | 2–0 | 2–1 |
| 4   | Macedônia     | 7   | 8 | 2 | 1 | 5 | 5  | 11 | −6  | Eliminado                                 |  | 1–2 | 0–0 | 1–0 | —   | 2–0 |
| 5   | Islândia      | 5   | 8 | 1 | 2 | 5 | 7  | 13 | −6  | Eliminado                                 |  | 1–2 | 1–1 | 1–2 | 1–0 | —   |

### Segundos classificados
Como um dos grupos foi composto por apenas cinco equipes, as partidas contra as equipes classificadas em último lugar nos outros grupos não foram considerados para a classificação dos melhores segundo colocados. Entre as equipes classificadas, a ordem dos cabeças-de-chave foi definida de acordo com a colocação no ranking da FIFA de outubro de 2009.
| Pos | Grp | Equipe               | Pts | J | V | E | D | GP | GC | SG | Classificado                     |
| --- | --- | -------------------- | --- | - | - | - | - | -- | -- | -- | -------------------------------- |
| 1   | 4   | Rússia               | 16  | 8 | 5 | 1 | 2 | 15 | 6  | +9 | qualificadas para a segunda fase |
| 2   | 2   | Grécia               | 16  | 8 | 5 | 1 | 2 | 16 | 9  | +7 | qualificadas para a segunda fase |
| 3   | 6   | Ucrânia              | 15  | 8 | 4 | 3 | 1 | 10 | 6  | +4 | qualificadas para a segunda fase |
| 4   | 7   | França               | 15  | 8 | 4 | 3 | 1 | 12 | 9  | +3 | qualificadas para a segunda fase |
| 5   | 3   | Eslovênia            | 14  | 8 | 4 | 2 | 2 | 10 | 4  | +6 | qualificadas para a segunda fase |
| 6   | 5   | Bósnia e Herzegovina | 13  | 8 | 4 | 1 | 3 | 19 | 12 | +7 | qualificadas para a segunda fase |
| 7   | 1   | Portugal             | 13  | 8 | 3 | 4 | 1 | 9  | 5  | +4 | qualificadas para a segunda fase |
| 8   | 8   | Irlanda              | 12  | 8 | 2 | 6 | 0 | 8  | 6  | +2 | qualificadas para a segunda fase |
| 9   | 9   | Noruega              | 10  | 8 | 2 | 4 | 2 | 9  | 7  | +2 | Eliminado                        |

## Segunda fase
As oito melhores equipes que finalizaram em segundo lugar nos nove grupos da primeira fase disputaram uma repescagem para definir os últimos classificados para a Copa do Mundo. Os classificados saíram entre os vencedores das partidas de ida e volta realizadas em novembro de 2009.

### Sorteio
Definidos os oito classificados, os confrontos foram definidos através de sorteio realizado em 16 de outubro de 2009 em Zurique, na Suíça. Os cabeças-de-chave foram definidos através do ranking da FIFA de outubro de 2009. As quatro equipes mais bem colocadas no ranking foram alocadas em um pote e as demais equipes no outro pote. Um outro sorteio a parte definiu as equipes mandantes nas partidas de ida.
| Pote 1                                                   | Pote 2                                                                     |
| -------------------------------------------------------- | -------------------------------------------------------------------------- |
| - França (9) - Portugal (10) - Rússia (12) - Grécia (16) | - Ucrânia (22) - Irlanda (34) - Bósnia e Herzegovina (42) - Eslovênia (49) |

### Partidas
As partidas foram realizadas nos dias 14 e 18 de novembro de 2009.
| Equipe 1 | Total      | Equipe 2             | Ida | Volta |
| -------- | ---------- | -------------------- | --- | ----- |
| Irlanda  | 1–2 (pro.) | França               | 0–1 | 1–1   |
| Portugal | 2–0        | Bósnia e Herzegovina | 1–0 | 1–0   |
| Grécia   | 1–0        | Ucrânia              | 0–0 | 1–0   |
| Rússia   | 2–2 (g.f.) | Eslovênia            | 2–1 | 0–1   |

## Artilharia
Lista final de artilheiros:
| 10 golos - GRE Theofanis Gekas 9 golos - BIH Edin Džeko - ENG Wayne Rooney 7 golos - ESP David Villa - GER Miroslav Klose 6 golos - AUT Marc Janko - BEL Wesley Sonck - GER Lukas Podolski - IRL Robbie Keane - ISR Elyaniv Barda - POL Euzebiusz Smolarek - SVK Stanislav Šesták - UKR Andriy Shevchenko 5 golos - BIH Zvjezdan Misimović - BLR Timofei Kalachev - BUL Dimitar Berbatov - CZE Milan Baroš - DEN Søren Larsen - FIN Jonatan Johansson - RUS Roman Pavlyuchenko - SRB Milan Jovanović - SUI Alexander Frei - SUI Blaise Kufo - SVN Milivoje Novakovič - UKR Serhiy Nazarenko 4 golos - BIH Zlatan Muslimović - CYP Michalis Konstantinou - ENG Frank Lampard - ENG Peter Crouch - FRA André-Pierre Gignac - FRA Thierry Henry - GER Michael Ballack - GRE Angelos Charisteas - ISR Omer Golan - ITA Alberto Gilardino | 4 golos (continuação) - LTU Tomas Danilevičius - POR Simão 3 golos - ALB Erjon Bogdani - CRO Eduardo da Silva - CRO Ivan Rakitić - CRO Ivica Olić - CRO Luka Modrić - CZE Tomáš Necid - DEN Nicklas Bendtner - ENG Jermain Defoe - ENG Steven Gerrard - ENG Theo Walcott - ESP David Silva - ESP Gerard Piqué - ESP Juan Manuel Mata - EST Konstantin Vassiljev - FRA Franck Ribéry - FRA Nicolas Anelka - GEO Levan Kobiashvili - GER Bastian Schweinsteiger - HUN Sándor Torghelle - ISL Eiður Guðjohnsen - ISR Ben Sahar - ISR Yossi Benayoun - KAZ Sergei Khizhnichenko - KAZ Sergey Ostapenko - LAT Māris Verpakovskis - LTU Marius Stankevičius - MNE Mirko Vučinić - NED Dirk Kuyt - NED Klaas-Jan Huntelaar - NOR John Arne Riise - POR Nani - RUS Andrei Arshavin - RUS Konstantin Zyryanov - SRB Branislav Ivanović - SRB Nikola Žigić - SVN Zlatko Dedič - SWE Olof Mellberg - TUR Tuncay Şanlı | 2 golos - ALB Armend Dallku - AUT Erwin Hoffer - AZE Elvin Mammadov - AZE Vagif Javadov - BEL Émile Mpenza - BLR Dmitry Verkhovtsov - BLR Gennady Bliznyuk - BLR Sergei Kornilenko - BLR Vitali Rodionov - BIH Senijad Ibričić - BUL Dimitar Telkiyski - BUL Martin Petrov - CRO Mladen Petrić - CZE Václav Svěrkoš - CYP Constantinos Charalambidis - CYP Chrysis Michael - CYP Efstathios Aloneftis - DEN Christian Poulsen - ENG Joe Cole - ESP Álvaro Negredo - ESP Cesc Fàbregas - EST Sergei Zenjov - FIN Mikael Forssell - FRA Karim Benzema - FRA William Gallas - GEO Vladimir Dvalishvili - GRE Dimitris Salpigidis - GRE Georgios Samaras - GRE Vasilis Torosidis - HUN Roland Juhász - IRL Glenn Whelan - IRL Kevin Doyle - IRL Richard Dunne - ITA Alberto Aquilani - ITA Antonio Di Natale - ITA Daniele De Rossi - ITA Vincenzo Iaquinta - LAT Aleksandrs Cauņa - LAT Ģirts Karlsons - LAT Vitālijs Astafjevs - LTU Mindaugas Kalonas - MNE Dejan Damjanović | 2 golos (continuação) - MNE Stevan Jovetić - NED Mark van Bommel - NED Rafael van der Vaart - NIR Grant McCann - NIR Kyle Lafferty - NIR Warren Feeney - NOR Morten Gamst Pedersen - NOR Steffen Iversen - POL Ireneusz Jeleń - POL Marek Saganowski - POL Mariusz Lewandowski - POL Rafał Boguski - POL Robert Lewandowski - POR Bruno Alves - POR Hugo Almeida - POR Liédson - ROU Ciprian Marica - ROU Gheorghe Bucur - RUS Alexander Kerjakov - RUS Diniyar Bilyaletdinov - SRB Miloš Krasić - SRB Nenad Milijaš - SUI Philippe Senderos - SVN Nejc Pečnik - SVN Robert Koren - SVN Valter Birsa - SVN Zlatan Ljubijankič - SVK Ján Kozák - SVK Marek Čech - SVK Marek Hamšík - SVK Martin Jakubko - SWE Kim Källström - SWE Marcus Berg - SWE Zlatan Ibrahimović - TUR Arda Turan - TUR Emre Belözoğlu - TUR Semih Şentürk - UKR Andriy Yarmolenko - UKR Artem Milevskiy - UKR Yevhen Seleznyov - WAL David Edwards |